# کوه آزوف
کوه آزوف (به لاتین: Mount Azov) یک منطقهٔ مسکونی در روسیه است که در Polevskoy Urban Okrug واقع شده‌است. کوه آزوف ۵۸۸ متر بالاتر از سطح دریا واقع شده‌است.